# برایان پینتادو
برایان پینتادو (انگلیسی: Brian Pintado؛ زادهٔ ۲۹ ژوئیهٔ ۱۹۹۵) دونده پیاده‌روی سرعت اهل اکوادور است.
وی در مسابقات کشوری و بین‌المللی در مجموع برندهٔ ۱ مدال طلا، ۲ مدال نقره شده است.